# Manifestation d'art contemporain
Pour les articles homonymes, voir Manifestation (homonymie).
 (décembre 2023).
Une manifestation d'art contemporain est un rassemblement, le plus souvent un ensemble d'expositions de galeristes, présentant des artistes. Ces manifestations ont plusieurs intérêts :
- offrir une vitrine internationale à des artistes encore vivants ;
- dans le cas des foires d'art contemporain, permettre la vente d'œuvres,
- mettre en évidence les grandes tendances dans la création artistique[1],[2].

Les manifestations les plus importantes se tiennent dans des lieux où le marché de l'art contemporain est particulièrement actif, d'où une prédominance des manifestations aux États-Unis et en Europe. En 2005, selon le journal Le Monde, les principales foires (manifestations tournées vers la vente) ont désormais lieu à Bâle (Art Basel), New York (The Armory Show (en)), Miami (Art Basel Miami Beach) et Londres (Frieze Art Fair). Paris, place importante du marché de l'art au début du XXe siècle n'est plus au premier rang un siècle plus tard,,. Parmi les manifestations d'art contemporain qui ne soient pas des foires, deux rendez-vous artistiques prédominent : la Biennale de Venise et documenta (à Cassel en Allemagne).

## Le contexte: géopolitique de l'art
Si on se fie au rapport 2019 de l'économiste Clare McAndrew, les ventes mondiales d'art (art contemporain et autres) ont atteint 67,4 milliards de dollars en 2018. Les États-Unis reste le premier marché mondial de l'art, représentant 44 % des ventes en valeur, suivi du Royaume-Uni (21 % du marché) et de la Chine (20 % du marché). La France pèse 6 % du marché. Les foires d'art rassemblent grosso modo un quart des ventes au monde, mais correspondent davantage aux profils des acheteurs américains ou européens, âgés le plus souvent de 50 ans et plus. Les acheteurs asiatiques sont nettement plus jeunes, et utilisent beaucoup plus les marchés en ligne et les ventes aux enchères,,.
En 1989, l'exposition Magiciens de la terre au Centre Pompidou a voulu spécifiquement relativiser les critères des amateurs d'art, et leur faire découvrir notamment les arts contemporains non-occidentaux,. « L'idée communément admise qu'il n'y a de création en arts plastiques que dans le monde occidental ou fortement occidentalisé est à mettre au compte des survivances de l'arrogance de notre culture », affirme à l'époque le commissaire de cette exposition, Jean-Hubert Martin, dans le catalogue associé à l'exposition. Depuis, des manifestations consacrées aux arts non occidentaux ont été créées et se perpétuent annuellement. Et des manifestations commencent à se répandre dans le pays de ces créateurs, pour favoriser l'émergence d'un marché local et aider ces créateurs à vivre de leur passion avec une notoriété également locale. Pour autant, autre biais, cette fameuse exposition des Magiciens de la terre de 1989 ne comprenait que 10 femmes sur 100 artistes exposés.
Les manifestations et foires d'art contemporain contribuent à concentrer l'attention des acheteurs à des dates définies, et rythment désormais le calendrier du marché.

## Historique
Si les grandes expositions d'art contemporain existent depuis plusieurs siècles, le format des foires d'art contemporain a été inventé avec succès par un marchand d'art allemand, lorsqu'il crée en 1967 Art Cologne, et décide d'associer les galeristes aux artistes,. Cette création est suivie en 1970 de celle d'Art Basel (avec des déclinaisons ensuite aux États-Unis,à Miami, puis en Asie, à HongKong), puis en 1974 de la FIAC à Paris, et d'autres foires à Madrid, Bruxelles, etc. Puis en 2003 de Frieze à Londres (avec diverses déclinaisons aux Etats-Unis :  New York à partir de 2012 et à Los Angeles en 2019). Cette forme de manifestation d'art contemporain connaît un développement significatif dans les deux premières décennies du XXIe siècle avec 60 foires en 2000, et près de 300 en 2019.
Les expositions d'art contemporains de format plus traditionnel persistent également, avec notamment la Biennale de Venise, créée en 1893, et devenue une des grandes références en la matière, et documenta, à Cassel, créée en 1955, qui se tient tous les 5 ans pendant 3 mois. Les biennales et triennales se multiplient. On en compte en 2019 près de 300, de taille et d’importance inégales, de Dakar à Moscou, de Sao Paulo à Gwangju (en Corée du Sud).
2020 marque sans doute une rupture dans la multiplication et le succès de ces deux types de manifestation d'art contemporain, avec l'impact de la pandémie de Covid-19. La Tefaf de Maastricht, où se côtoie l'art contemporain et ancien, ferme en urgence en mars quatre jours plus tôt que prévu. Art Cologne, prévue au printemps, est reportée en novembre. Art Basel, à Bâle, change de planning, de juin à septembre,puis est annulée, Frieze Londres est reportée début octobre. Art Basel Hong Kong est annulée, pour son édition 2020,.
En parallèle, les expositions et ventes en ligne, dont le développement est significatif depuis le début du XXIe siècle, continuent à prendre de l'importance.

## Afrique

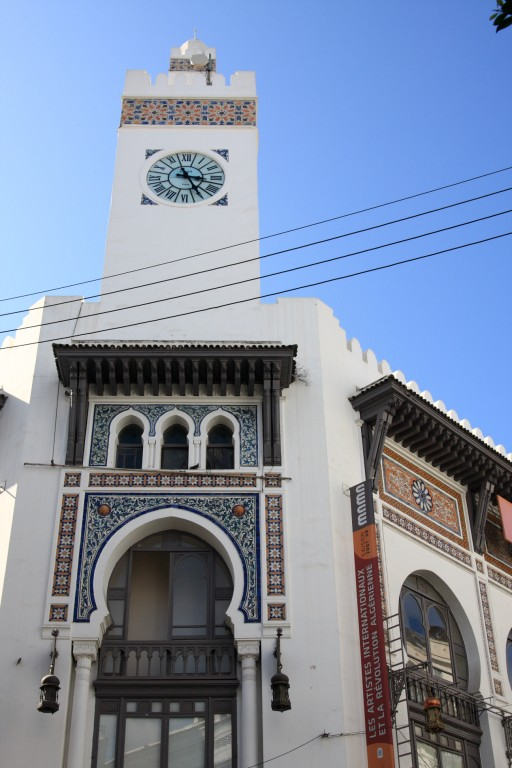
Musée d'art moderne d'Alger

Pour le philosophe Babacar Mbaye Diop, le vrai marché de l'art africain contemporain se trouve en Occident : c'est en Occident que sont implantés les principaux collectionneurs, les experts, le cadre juridique nécessaire à un tel marché, etc. L'art contemporain africain y serait même devenu « chic et tendance », avec des manifestations spécifiques telles que la foire 1:54 à Londres, créée en 2013, ou la foire AKAA à Paris, créée en 2016. Sur le continent africain, des manifestations d'art contemporain existent, telles que la Biennale de Dakar (depuis 1989), la Kenya Art Fair à Nairobi, ou la Joburg Art Fair (en) à Johannesbourg, par exemple. Des musées d'art contemporain s'ouvrent. Des galeries d'art contemporain s'ouvrent également dans les grandes villes et dans les capitales africaines. Mais le marché d'art contemporain est atone, au sens d'un système d’échanges où se rencontrent l’offre et la demande.
Ci-dessous, les principales manifestations d'art contemporain en Afrique, en dehors des musées.

### Afrique de l'Est
- Biennale d'Afrique de l'Est : fondée en 2003, cette biennale assoicue le Burundi, la Tanzanie et le Rwanda. Elle se produit alternativement dans ces trois pays.

### Afrique du Sud
- Biennale de Johannesbourg en Afrique du Sud : elle n'a connue que deux éditions, dans les années 1990[18].
- Joburg Art Fair (en), à Johannesbourg en Afrique du Sud. Première édition en 2008.
- Kenya Art Fair, à Nairobi au Kenya.

### Afrique du Nord
- Marrakech Art Fair

### Afrique de l'Ouest
- Biennale Bénin : 2 éditions, en 2010 et 2012
- Biennale de Dakar au Sénégal, première édition en 1990, ce qui est fait une des plus ancuiennes manifestations d'art contemporain du continent.
- ART X Lagos (en), au Nigeria.

### Afrique centrale
- Salon urbain de Douala (SUD)

## Amériques

### Brésil
- Biennale de São Paulo[19]

### Canada
- Biennale de Montréal, organisée par le CIAC (Centre international d'art contemporain de Montréal)[20]
- Manif d'art, la biennale de Québec[21]
- Biennale nationale de sculpture contemporaine, Trois-Rivières, province de Québec.

### Cuba
- Biennale de La Havane

### États-Unis
- Art Basel Miami Beach, manifestation annuelle d'une semaine en décembre[22],[23].
- The Armory Show (en), à New York, créée en 1994 à la suite d'une exposition devenue légendaire : Armory Show, en 1913[24],[25].
- EXPO Chicago (en), créée en 2012[26].

## Asie

### Chine
- Art Basel Hong Kong : la version hongkongaise de cette manifestation, en mars de chaque année, a rencontré rapidement du succès, et est considérée comme une ouverture sur la Chine[27]. L'édition de 2020 est cependant annulée, à la suite de l'épidémie de coronavirus[28] et remplacée par une exposition virtuelle[29].
- Biennale de Shanghai
- Triennale de Canton

### Corée
- Biennale de Gwangju
- Biennale de Busan

### Japon
- Biennale ICC
- Triennale de Yokohama

### Singapour
- Singapore Art Fair

## Europe
Si les grandes expositions d'art contemporain existent depuis plusieurs siècles en Europe, le format des foires d'art contemporain y a été également créé par un marchand d'art allemand, Rudolf Zwirner, en 1967 avec Art Cologne,. Cette création est suivie en 1970 de celle d'Art Basel, puis en 1974 de la FIAC à Paris. La création de Frieze à Londres suit en 2003.
Une des idées fortes pour attirer les acheteurs et collectionneurs du monde entier dans ces lieux est de donner également le sentiment que ces foires ne sont pas uniquement un événement commercial, mais constituent un moyen inégalé, pour des privilégiés, d'accéder à la création contemporaine.

### Allemagne
Une exposition d'art contemporain est restée particulièrement notoire en Allemagne, la plus grande manifestation d'art contemporain du demi-siècle, l'exposition organisée en 1937 à Munich et 1938 à Berlin non pas pour promouvoir mais pour dénigrer l'avant-garde artistique (qualifiée à l'époque de « dégénérée » par le pouvoir nazi),. Cette manifestation était organisée par Joseph Goebbels, ministre à la propagande d'Hitler. Elle a attiré plus de 3 millions de visiteurs avec plus de 600 artistes exposés (sans l'avoir souhaité) dont par exemple Marc Chagall, Paul Klee, Vassily Kandinsky, Oskar Kokoschka, Oskar Schlemmer, László Moholy-Nagy, Max Beckmann, Johannes Itten, Max Ernst, Otto Dix, George Grosz, etc. Cette manifestation a démontré d'une certaine façon que la liberté dont témoigne la production d'art contemporain n'est pas neutre ni anodine. Elle a été reconstitutée en 1992.
Parmi les manifestations les plus connues, hors des musées, peuvent être citées :
- documenta, à Cassel, créée en 1955, qui se tient tous les 5 ans pendant 3 mois[2],[1]. Après la Biennale de Venise, c'est sans doute, parmi les manifestations artistiques, qui ne soient pas une foire, la plus renommée[14].
- Art Cologne, manifestation annuelle créée en 1967[31],[32].
- Art Forum Berlin (de), manifestation annuelle[33],[34].

### Autriche
- Ars Electronica, Linz[35]

### Belgique
- KunstenFESTIVALdesArts
- Brafa (Brussels Art Fair) ou Foire d'art de Bruxelles[36],[37],[38]

### Espagne
- L'ARCO à Madrid[39]

### France
Une tradition des manifestations d'art contemporain existe de longue date en France, avec notamment les salons organisés par les artistes, dont le Salon de peinture et de sculpture au XVIIIe siècle, puis le Salon des artistes français, une tradition que perpétue le salon Art capital, regroupant en fait quatre salons : le Salon des artistes français (déjà cité et créé en 1880), le Salon des indépendants (créé en 1884), le salon Comparaisons (créé en 1954/1956) et le Salon du dessin et de la peinture à l'eau (créé en 1949 pour le dessin, la peinture à l’eau ayant été ajoutée en 1954). Des manifestations collectives sont maintenant le fait des musées qui organisent des expositions (notamment, pour les institutions les plus connues, le Centre Pompidou, ou le Palais de Tokyo), des galeries d'art, et des manifestations ponctuelles, quelquefois régies par une périodicité (annuelle, biannuelle, triannuelle, ..). Une de ces manifestations parisienne annuelle les plus connues internationalement reste la FIAC, la foire parisienne d'art contemporain créée en 1974. Depuis 2003, Jennifer Flay en est la directrice artistique et a su redonner en quinze ans de l'importance à cette foire qui n'était quasiment plus fréquentée, dans les années 1990, par les marchands d'art étrangers. Dans les autres institutions culturelles françaises, l'art contemporain est quelquefois utilisé pour s'ouvrir à un public plus jeune et renouveler la fréquentation. C'est le cas par exemple au Musée de la chasse et de la nature, gérée par une fondation privée. Principales manifestations hors des musées :
- FIAC ; créée en 1974, cette manifestation se déroule chaque année au Grand Palais et dans la Cour carrée du Louvre, à Paris, en octobre, et dure une semaine. Cette manifestation d'art contemporain s'arrête en 2021. L'organisation d'une nouvelle manifestation utilisant le même créneau de dates est en effet en effet confiée en 2022, par la direction de la RMN-Grand Palais, au groupe suisse MCH, propriétaire de la foire Art Basel[45]. La nouvelle manifestation est appelée Paris +[46].
- Cutlog, Chic Art Fair, Art Elysées, Show off, Slick, Access & Paradox[47] qui se déroulent en parallèle de la FIAC
- La Force de l'art, manifestation triennale créée en 2006, organisée par le ministère de la Culture et de la Communication
- Biennale de Paris, fondée en 1959,
- Also Known As Africa (AKAA), manifestation annuelle parisienne, créée en 2016, consacrée à l'art contemporain africain[48]
- Biennale d’art contemporain de Lyon, créée en 1991
- Biennale d'art contemporain de Rennes[49]
- Biennale d'Art contemporain du Havre[49], créée en 2006
- St-art, foire européenne d'art contemporain à Strasbourg depuis 1995[50]
- Estuaire, biennale, de Nantes à Saint-Nazaire, créée en 2007
- Art Chartrons, parcours de l'art contemporain à Bordeaux, créée en 2007[51], bi-annuel (printemps, automne)
- Lille Art Fair, foire créée en 2008
- Salon d'art contemporain de Montrouge, chaque printemps, depuis 1955
- Biennale Artifices dédiée à la création en arts numériques, qui a connu quatre éditions de 1990 à 1996 dans la ville de Saint-Denis
- Biennale arts actuels Réunion Le Port, La Réunion.
- Salon des artistes français, une manifestation historique qui a succédé en 1883 au Salon et qui est regroupé avec trois autres salons au sein d'Art capital[40].

### Grande-Bretagne
Le marché de l'art en Grande-Bretagne a entamé au début des années 2000 une mutation réussie qui lui a permis de revenir au premier rang, notamment avec la création de la Frieze Art Fair. Bien que l'édition Frieze 2019 soit animée, à quelques semaines du Brexit, l'ensemble des acteurs se pose la question de l'impact de ce Brexit,.
- Frieze Art Fair[54] à Londres, fondée en 2003, puis à New York[55], annuelle,
- 1:54 (en) une foire consacrée à l'art contemporain africain[56],[57], annuelle, fondée en 2013

### Italie
L'Italie est avec la France le pays où a émergé l'idée de manifestation d'art contemporain comme outil de développement du marché de l'art. L'une des manifestations d'art contemporain parmi les plus prestigieuses au monde reste la Biennale de Venise. La première Exposition Internationale d'Art de la Cité de Venise. s'est tenue en 1895. Sa seconde édition a eu lieu deux ans plus tard, créant ce concept de « Biennale », maintes fois copié depuis. En 2015, 58 pays y étaient représentés. En 2019, 90 pays sont désormais présents à cette manifestation qui dure un peu plus de 6 mois,. Initialement, la manifestation était construite pour vendre les œuvres. Entre 1942 et 1968, la vente des œuvres présentées était gérée par un organisme officiel, qui prenait 10% de commission. Désormais, la plupart des expositions sont signalées « hors vente ». Mais la Biennale de Venise sert indéniablement de tremplin commercial aux artistes même s'ils sont de plus en plus tributaires des galeries pour les aider financièrement sur le transport des œuvres, la sécurité ou l'émission de catalogues . Un article du journal Le Monde, en 2019, considère que cette manifestation de Venise donne une visibilité exceptionnelle aux artistes conviés, auprès des critiques d'arts, des institutions culturelles et des grands collectionneurs, et dope à court terme leur cote sur le marché de l'art. Elle est selon cet article « comparable au Goncourt pour le livre ou à l’Oscar pour le cinéma ». Pour autant, à plus long terme, toujours selon cet article, seuls 10 % environ des artistes concernés « rentrent dans l'histoire ».
- Biennale de Venise
- Artissima Torino, à Turin[62]
- Biennale internationale d'Art contemporain de Florence depuis 1995
- Quadriennale de Rome, depuis 1924, tous les quatre ans à Rome
- Triennale de Milan

### Luxembourg
- Luxembourg Art Fair : foire internationale d'art contemporain

### Monténégro
- Biennale de Cetinje

### Suisse
Comme le résume crûment, dans Le Quotidien de l'art, la journaliste Georgina Adam, évoquant à la fois la Biennale de Venise et Art Basel : « on découvre à Venise et on achète à Bâle », une remarque formulée également de façon assez proche par Béatrice de Rochebouët dans Le Figaro,.
En 1967, les manifestations françaises et italiennes s'engourdissaient et s'institutionnalisaient. En Europe, la ville allemande de Cologne semblait avoir pris les devants en créant une dynamique autour d'une nouvelle foire d'art, Art Cologne, qui s'est d'ailleurs pérennisée. En 1970, trois galeristes suisses se mettent alors en tête de faire concurrence à Art Cologne en créant Art Basel. Lieu de passage entre la France, l'Italie et l'Allemagne, cette manifestation se développe rapidement, compte 300 exposants en 1975, puis connaît un « trou d'air » à la fin des années 1980. Lorenzo Rudolf puis Samuel Keller réussissent cependant à relancer la manifestation et à en faire le rendez-vous incontournable des marchands et des acheteurs d'art internationaux. Ils utilisent des techniques marketing, une nouvelle identité visuelle, un nouveau logo, une réduction du nombre des exposants, et y ajoutent, pour ce milieu très spécifique, des sections spécialisées sur les nouvelles tendances, des rencontres et surtout des fêtes qui attirent les personnalités artistiques les plus branchées. Plus récemment, Art Basel se développe en créant des manifestations-filles à Miami, Hong Kong et Buenos Aires,.

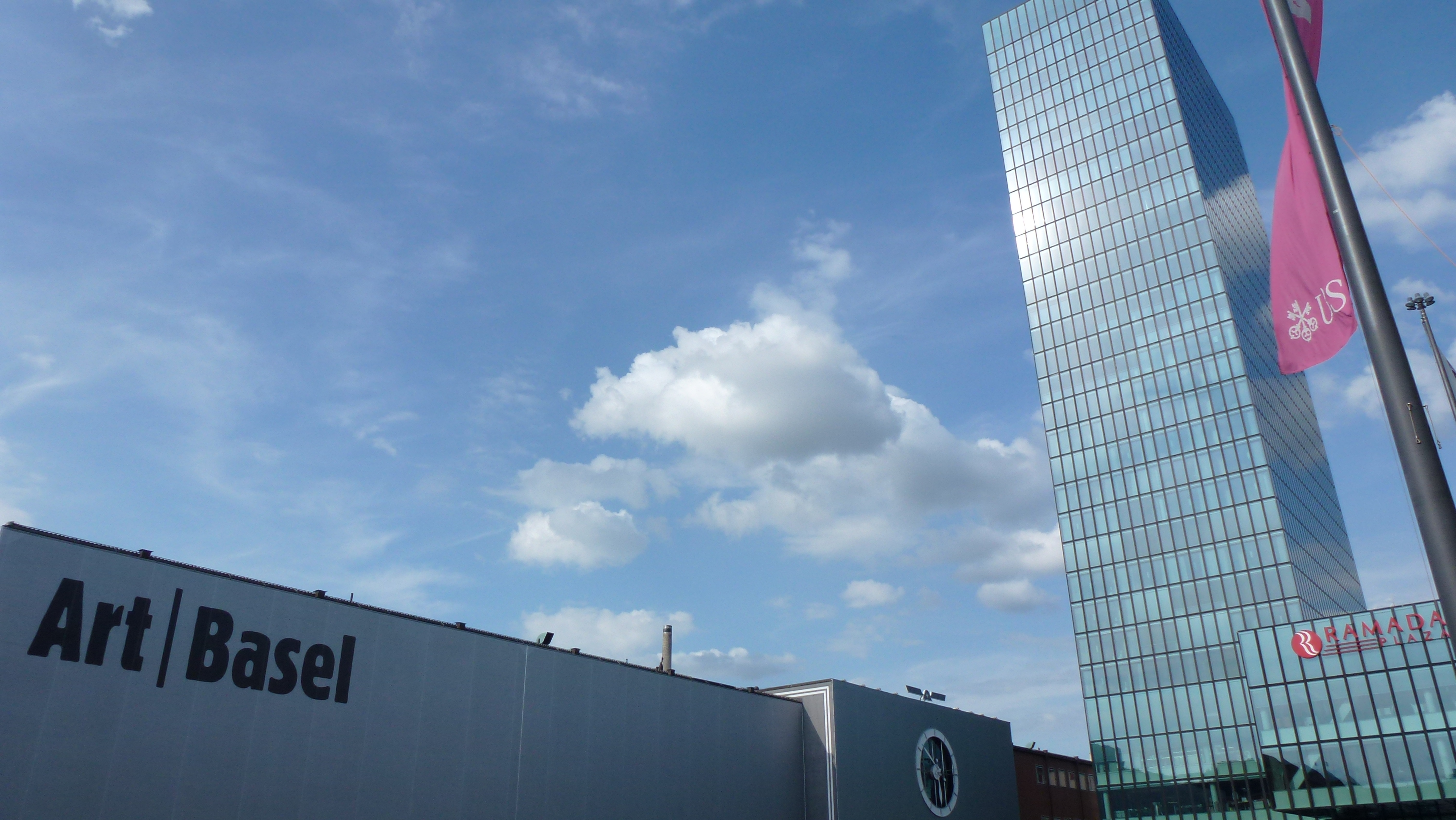
Pavillon d'Art Basel en 2011.

Principales manifestations hors des musées :
- Art Basel, également connue sous l'appellation Foire de Bâle ; foire créée en 1970, annuelle, une semaine à la mi-juin[65]
- Les Urbaines, festival des créations émergentes, pluridisciplinaire et gratuit ; début décembre à Lausanne
- Manifestation d'art contemporain (MAC) de Genève[66], biennale d'art contemporain gratuite ; mi-septembre
- Lausanne Art Fair : foire internationale d'art contemporain

### Turquie
- Biennale d'Istanbul

### Sans pays d'accueil fixe
- Manifesta, biennale européenne d'art contemporain[67]

## Moyen-Orient

### Liban
- Beirut Art Fair